# Davide Pascolo
Davide Pascolo, né le 14 décembre 1990, à Udine, en Italie, est un joueur italien de basket-ball. Il évolue au poste d'ailier fort.

## Palmarès
- Champion de Divisione Nazionale A 2012
- Coupe d'Italie de Legadue 2013
- MVP Coupe d'Italie de Legadue 2013
- MVP Divisione Nazionale A Gold 2014
- All-Eurocup First Team 2016